# مجموعه خان احمد
مجموعه خان احمد (به لری: خون امات) مربوط به دوره صفوی است و در شهرستان گچساران، روستای زیردوخان احمد واقع شده و این اثر در تاریخ ۲۳ آذر ۱۳۷۷ با شمارهٔ ثبت ۲۲۰۸ به‌عنوان یکی از آثار ملی ایران به ثبت رسیده است.